# Ерзељ
Ерзељ (словен. Erzelj, итал. Ersel in Monte) је насељено место у општини Випава, Горишка регија, Словенија. 

## Историја
До територијалне реорганизације у Словенији био је у саставу старе општине Ајдовшчина.

## Становништво
У попису становништва из 2011. године, Ерзељ је имао 70 становника.
| Број становника према пописима | Број становника према пописима | Број становника према пописима |
| ------------------------------ | ------------------------------ | ------------------------------ |
| 1991                           | 2002                           | 2011                           |
| 70                             | 70                             | 70                             |

Напомена: Године 1953. смањено за део насеља који је прикључен насељу Кодрети (Комен, Обално-крашка регија).